# Tuvalu Sports Ground
Le Tuvalu Sports Ground est un stade multi-fonction situé à Funafuti, la capitale des Tuvalu. Il a une capacité d'environ 1 500 places. En tant que seul véritable stade du pays, il accueille toutes les compétitions nationales de football et de rugby à XV tel que le championnat des Tuvalu de football.
Un système de panneaux solaires de 40 kW est installé sur le toit du stade,.

## Histoire
Les Tuvalu sont essentiellement composés d'atolls corailliens très étroits, ce qui rend difficile la construction de stade.
Le Tuvalu Sports Ground fut construit dans l'atoll-capitale de Funafuti, sur une base de corail sans herbe, sur laquelle il est difficile de jouer au football (le terrain n'est pas uniformément plat). De l'argile a été importé des Fidji, ce qui va permettre de faire pousser de l'herbe.

## Un cruel manque d'infrastructures
Depuis 1987, le pays désire intégrer la FIFA, mais peine à remplir les conditions nécessaires en termes d'infrastructures. En effet les Tuvalu n'ont pas de stade adéquat pour jouer un match international (le pays n'a d'ailleurs jamais joué de match à domicile). De plus, les Tuvalu manquent d'hôtels aptes à accueillir les équipes et supporters étrangers.

## Galerie

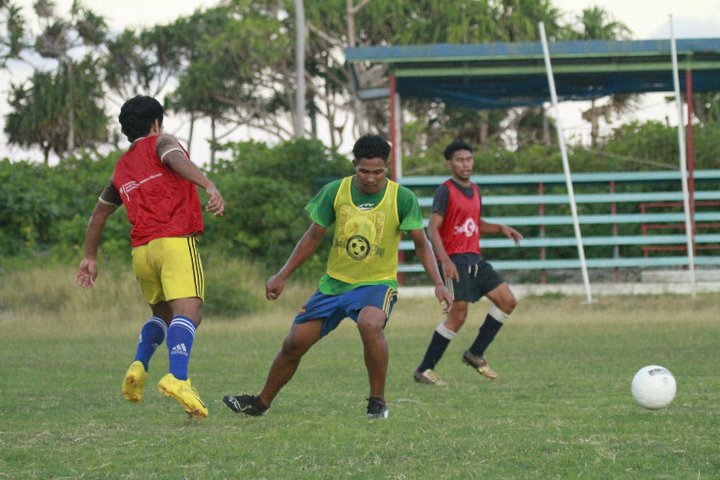
Entraînement au Tuvalu Sports Ground